# قواق عمولر
قواق عمولر هي قرية في مقاطعة ميانة، إيران. عدد سكان هذه القرية هو 85 في سنة 2006.